# Standbeeld van Maria de la Queillerie
Het standbeeld van Maria de la Queillerie staat in Kaapstad, Zuid-Afrika. Maria de la Queillerie was de vrouw van Jan van Riebeeck, wiens standbeeld naast dat van haar staat.
Sinds 1969 staat het beeld in de parkachtige middenberm van de doorgaande weg Heerengracht, daar waar zij middels een rotonde de Hans Strijdom Avenue en Old Marine Drive kruist. Beide beelden kijken in de richting van de Tafelberg. 
Het was een geschenk van Nederland aan de bevolking van Zuid-Afrika ter herdenking (Jan van Riebeeckweken) van de eerste vestiging van een provianderingsstation in 1652. Op 2 oktober 1954 onthulde prins Bernhard, echtgenoot van koningin Juliana der Nederlanden, het beeld voor de Iziko South African National Gallery in Company's Garden en overhandigde het daarmee aan minister van Binnenlandse Zaken Theophilus Dönges. Koningin Juliana was niet aanwezig; zij had president Daniël François Malan al in 1948 laten weten dat zij Zuid-Afrika niet zou bezoeken zolang daar apartheid heerste.
Het beeld toont de statige figuur van Maria de la Queillerie met een serieuze uitdrukking. Ze draagt een ronde kraag en een wijde rok hangt om haar geplooide taille. Een kap houdt haar haar uit haar ogen. Ze draagt een fruitmand in haar linkerarm en een boeket bloemen in haar rechterhand, wat duidt op haar interesse in tuinieren en het verbouwen van producten.
Het werd in brons gegoten in Parijs. In 1954 werd melding gemaakt dat Dirk Wolbers haar had gemodelleerd naar een portret van haar dat in het Rijksmuseum Amsterdam hing. Later werd eraan getwijfeld of zij het was die daar geportretteerd is. Het is in de 21e eeuw niet met zekerheid vast te stellen of er inderdaad een afbeelding van Maria bestaat. Andere verhalen gaan richting een weergave van de vrouw van de kunstenaar. Het werd het laatste beeld uit zijn carrière. Wolbers overleed in 1957 bij een auto-ongeluk.

## Galerij

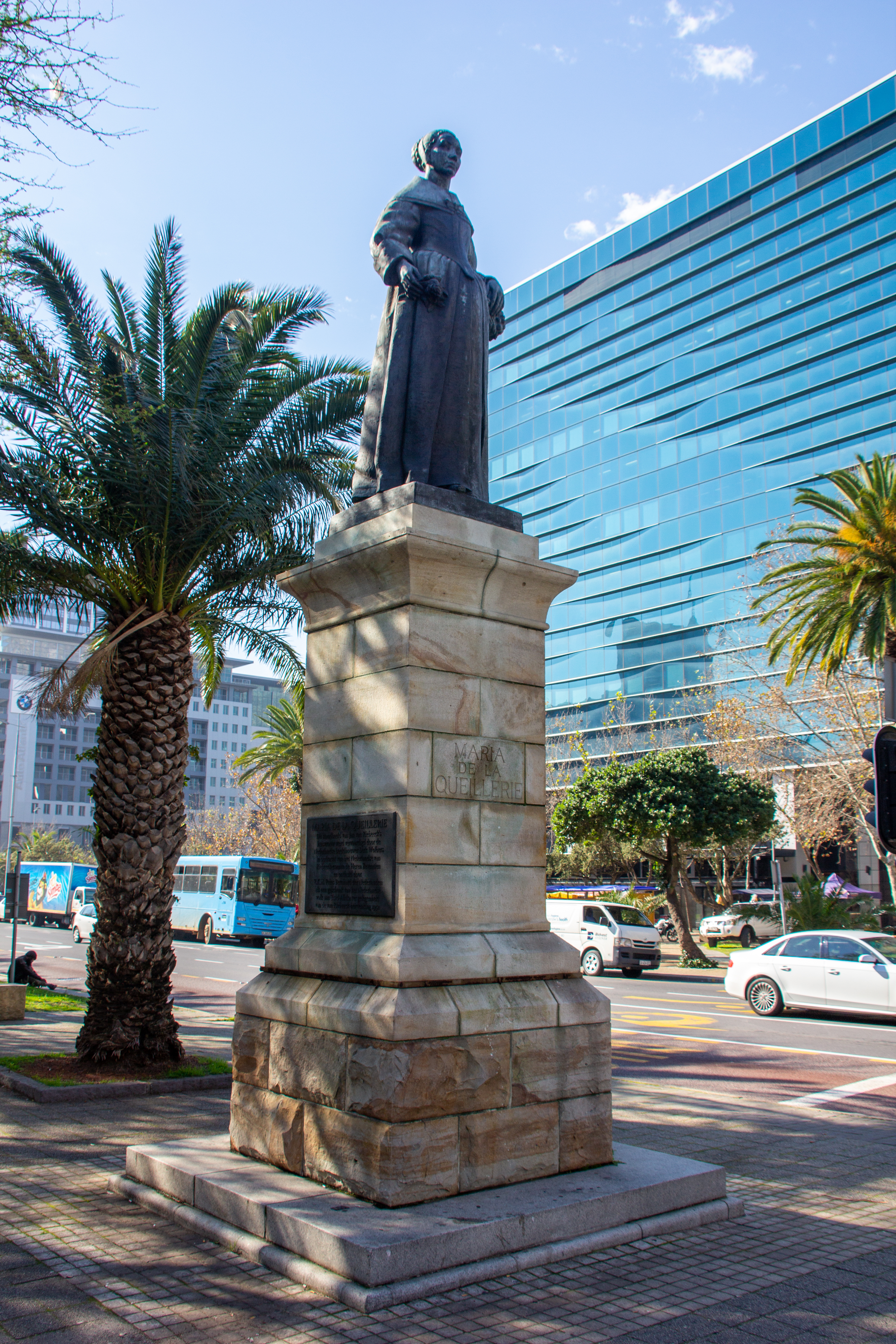
Beeld (2018)
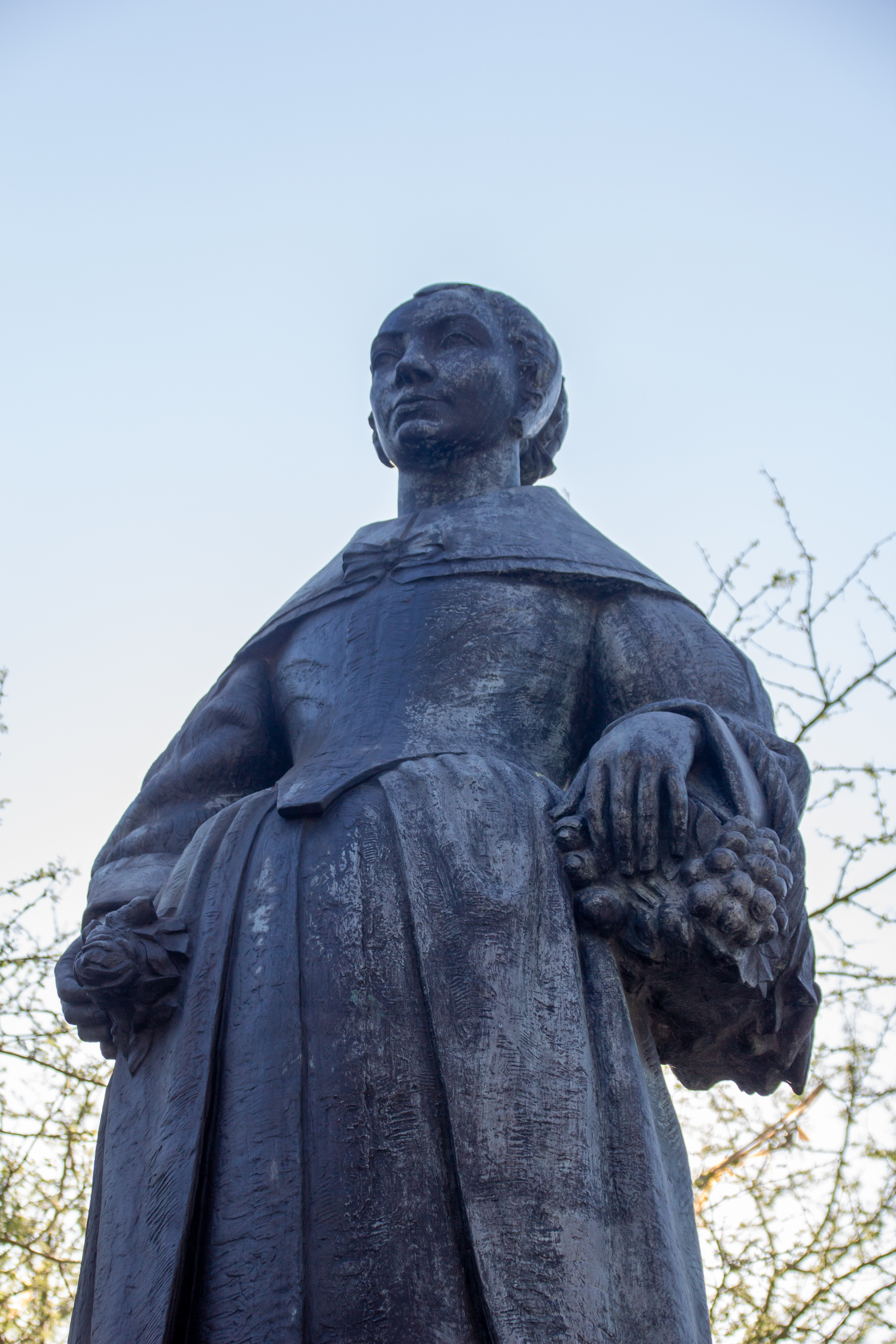
Beeld (2018)
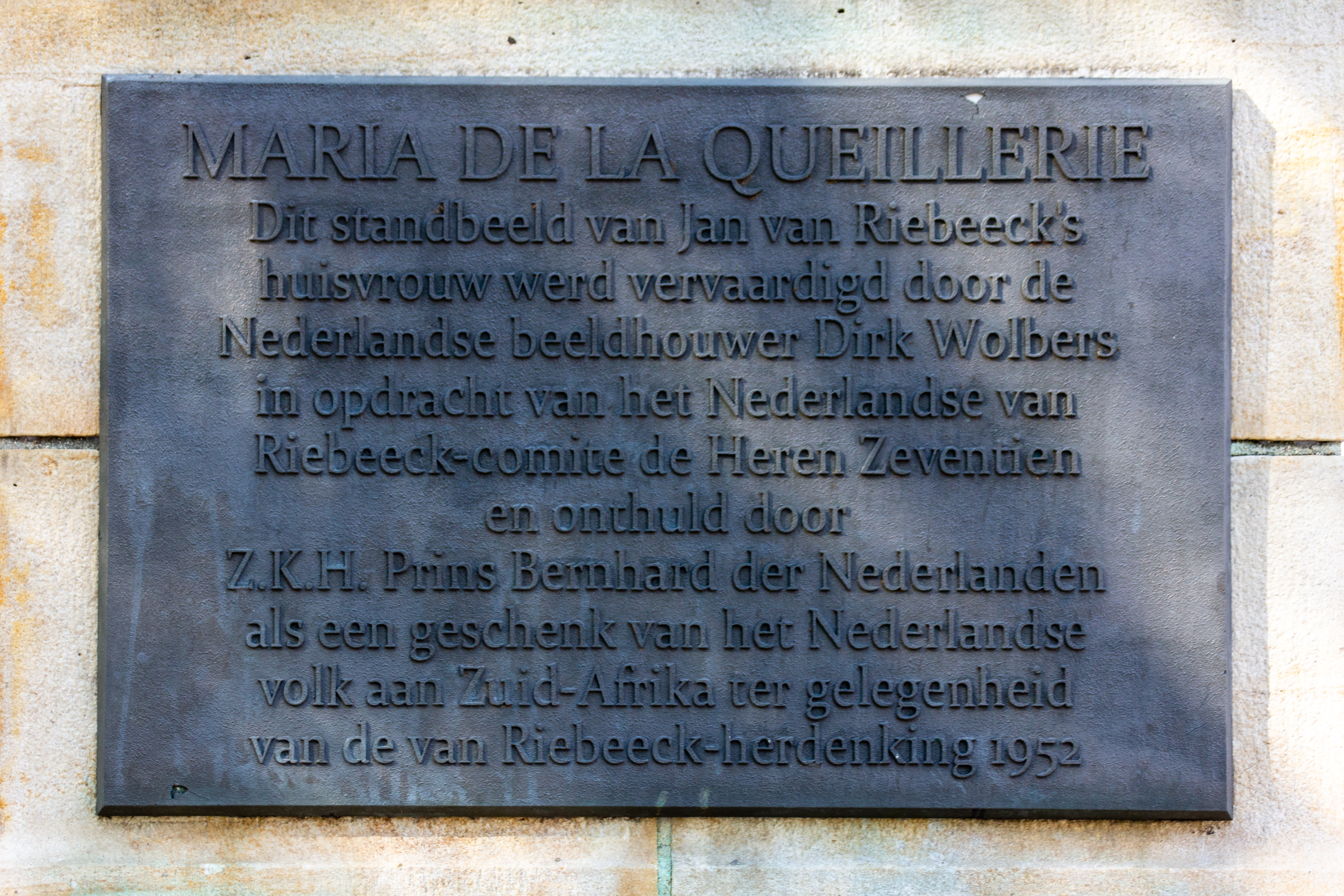
Plaquette op sokkel (2018)